# Ernst Mosch
Ernst Mosch (7. listopad 1925, Svatava, Československo – 15. květen 1999, Germaringen) byl německý hudebník, skladatel, kapelník a dirigent. Byl také zakladatelem a hudebním ředitelem Original Egerländer Musikanten. 

## Historie

### Raná léta (do 1955)
Ernst Mosch byl prvorozeným synem horníka Andrease Mosche a Albine Mosch. Matka pracovala v místní přádelně. Otec se stal invalidním po důlním neštěstí v roce 1932, začal prodávat mléko a chleba a jeho syn převzal rozšířenou produkci ve Svatavě.
Ve věku 8 let hrál Ernst v tehdy Falknovské soukromé mládežnické hudební kapele Hanse Dotzauera jako hudebník na křídlovku. Ačkoliv být muzikantem v tomto kraji nebylo nic neobvyklého, jeho rodiče byli skeptičtí k jeho přání být hudebníkem z povolání. Proto pracoval po ukončení základní školní docházky jako mechanik. Tuto práci ale neměl rád a proto přešel na část malířskou, protože neměl dostatečné pracovní výsledky.
Stále toužil stát se hudebníkem a proto v roce 1940 začal studovat státní hudební školu v Oelsnitzu/Vogtland. Na škole studoval hru na křídlovku, housle a tajně jeho nejoblíbenější hudební nástroj pozoun.
V roce 1943 byl Mosch povolán na vojnu k obrněné pěchotě v městě Allenstein.

## Hudebník
Existuje asi na 400 různých zvukových záznamů. Jedná se asi o 220 LP desek, z nichž byla asi polovina vydána jako exportní verze, 100 singlů, 6 šelakových desek, mnoho CD.
Jeho nejprodávanější a nejoblíbenější tituly na LP jsou:
- Zlatá německá deska za Egerländer, 1960 opakovaně v reedici
- Ein Klang begeistert die Welt, 1969, opakovaně v reedici
- Wenn der Tag erwacht (2 LP), 1970, opakovaně v reedici
- Portrait in Gold (2 LP), 1972, opakovaně v reedici
- Musikantenliebe, 1973, opakovaně v reedici
- Die größten Erfolge, 1981

Klenoty
- 1960 Goldene Schallplatte für die Egerländer
- 1961 Fröhliches Egerland
- 1961 Klingendes Egerland
- 1961 Die Heimat im Herzen (Falkenauer Blasmusik + Egerländer Schrammeln)
- 1961 Egerland-Heimatland (durch einen redaktionellen Fehler war der gleichnamige Titel gar nicht auf dieser LP enthalten!)
- 1961 Das geht ins Gemüt
- 1962 Sang und Klang vom Egerland (1970 neu aufgelegt als „Hand in Hand durchs Egerland“)
- 1963 Goldene Egerländer Melodien
- 1964 Grüß mir die Heimat
- 1965 Goldner Klang vom Egerland
- 1966 Musik aus der Heimat
- 1967 Das ist Musik!
- 1967/1968 Frühling im Egerland
- 1968 Lieblingsmelodien
- 1969 Blasmusik klingt so!
- 1969/1970 Speziell für Sie
- 1970 Stunden, die man nie vergißt
- 1970/1971 Ich freu mich so auf ein Wiedersehn – 15 Jahre spielen und singen
- 1971 Sonntagskonzert (z. T. mit Neueinspielungen zuvor schon produzierter Titel)
- 1972 Portrait in Gold (z. T. mit zuvor eingespielten Titeln)
- 1973 Moldauklänge
- 1973 Sonntag 13h10 (z. T. mit zuvor eingespielten Titeln)
- 1974 Böhmische Spezialitäten
- 1974 Wie Böhmen noch bei Österreich war
- 1975 Ewig junge Blasmusik
- 1975 Vergiß die Heimat nicht!
- 1975/1976 Böhmisches Herz
- 1977 Musikantentraum
- 1978 Tschingsda und Bumsda
- 1979 Egerländer Spatzen
- 1980 Liebe und Musik
- 1981 Jubiläumsgrüße (z. T. mit Neueinspielungen zuvor schon produzierter Titel)
- 1982 Egerländer Hitparade (z. T. mit zuvor eingespielten Titeln)
- 1983 Lieder, die für uns klingen
- 1984 Mein schönes Heimatland
- 1985 Nur wer die Heimat liebt (z. T. mit Neueinspielungen zuvor schon produzierter Titel)
- 1986 30 Jahre Ernst Mosch
- 1988 Ernst Mosch in Prag
- 1989 Sag’s mit Musik
- 1989 Egerländer Solisten- Parade
- 1990 Ernst Mosch in Leipzig (vorwiegend Neueinspielungen zuvor schon produzierter Titel)
- 1990 Daheim im Egerland
- 1990/1991 Wir laden ins Festzelt ein
- 1991 Mein größtes Fest der Volksmusik – 35 Jahre (z. T. mit Neueinspielungen zuvor schon produzierter Titel)
- 1992 Mein Traumorchester
- 1993 Musik für Millionen
- 1995 Im Herzen jung – 40 Jahre
- 1997 Ein Leben für die Blasmusik (z. T. mit Neueinspielungen zuvor schon produzierter Titel)
- 1998 Böhmische Leckerbissen (vorwiegend Neueinspielungen zuvor schon produzierter Titel)

Kromě těchto českých produkcí a deseti alb svých původních pouličních hudebníků Ernst Mosch produkoval opakovaně speciální tituly od roku 1959 do roku 1961 a od roku 1969 do roku 1973 – a tím prokázal svou všestrannost interpretace i mimo českéskou hudbua:
- 1958–1960: Die Falkenauer Jagerbuam und die Falkenauer Blasmusik
- 1961: mit Zither und Akkordeon Die Zittner Schrammeln/ Dorfmusikanten
- 1961: die Egerländer Schrammeln, mit Streicher und Harfe, das Posthörndl-Duo Ernszt/Bummerl
- 1963: Volkslieder-Landpartie
- 1964: Die Schlagerpauke
- 1965: 1. Marschproduktion Wir bleiben jung, überwiegend Operatten-Märsche
- 1969: Tanzmusik-Produktion „So sind wir“
- 1969: Weihnachts-LP
- 1970: 2. Marschproduktion Wir bleiben jung Nr. 2
- 1971: Wiener Lieder (Wien und der Wein)
- 1971: Niederländische Lieder (Daar bij die Molen)
- 1972/1973: Operettenmelodien (s. dort)
- 1973: Volkslieder
- 1978: 3. Marschproduktion
- 1982/1983: Operettenmelodien (s. dort)
- 1986: Swing (Memory)
- 1987: 4. Marschproduktion
- 1988: 2. Weihnachts-Produktion
- 1990: Solistenparade
- 1992: Stimmungslieder
- 1994: Polka-Swing-Parade

## Ocenění za prodej desek
Zlatá německá deska
- Německy
  - 1976: za album „Wenn der Tag erwacht“
  - 1981: za album „Musik mit Herz“
  - 1987: za album „Musikantenliebe“

Platinová německá deska
- Německy
  - 1978: za album „Ernst Mosch + seine Original Egerländer Musikanten“

Zlatá německá deska
- Německy
  - 1995: za album „Ein Klang begeistert“

| Země    | Gold | Platin |
| ------- | ---- | ------ |
| Německo | 4    | 2      |
| Celkem  | 4    | 2      |

## Některé skladby
- Böhmischer Wind, Walzer, 1967
- Der Strohwitwer, Polka (Andante), 1969
- Es war nur eine Romanze, Walzer, 1982
- Rot-weiß-Rot, Marsch, 1976
- Gute Nachbarn, Marschpolka, 1974
- Rekruten, Marsch, 1978
- Bleib’ bei mir, Marschpolka, 1982
- Stunden der Liebe, 1976
- Bergblumen, Polka, 1972
- Ein Lied aus der Heimat, Walzer 1964
- Dompfaff, Polka 1967
- Solistenparade, Polka-Rondo, 1990
- Egerländer Musikantenmarsch, 1961
- Saazer Hopfen, Polka, 1972
- Bis bald auf Wiederseh’n, Polka 1965
- Wir sind Kinder von der Eger, Polka 1964
- Sterne der Heimat, Polka 1967
- Du, nur Du – Polka 1964
- Mondschein an der Eger, Walzer 1956
- Die Musik, die geht uns ins Blut, Marschpolka 1966
- Zahl mir was, ich zahl dir auch was, Polka 1964
- Verliebte Stunden, Walzer, 1976
- Eva-Marie, Walzer 1972

## Ocenění
- 1995 Ernst Mosch obrdžel Zlatý mikrofon
- 1981 Ernst Mosch obrdžel ocenění za své příspěvky Lidové hudby Řádem za zásluhy Spolkové Republiky Německo („Verdienstkreuz am Bande“)
- 1981 Ernst Mosch obrdžel ocenění Hermann-Löns-Medaille in Gold verliehen[1]